# چهانگله گلی
چهانگله گلی (به انگلیسی: Changla Gali) یک شهر در پاکستان است که در ناحیه ابوت‌آباد واقع شده‌است. چهانگله گلی ۲٬۵۵۹ متر بالاتر از سطح دریا واقع شده‌است.